# Louisiana Krewe FC
El Louisiana Krewe FC es un equipo de fútbol de los Estados Unidos que juega en la USL League Two, la cuarta división nacional.

## Historia
Fue fundado en el año 2018 en la ciudad de Lafayette, Louisiana como una extensión del equipo juvenil Louisiana Dynamo, además de tener un convenio de afiliación con el Houston Dynamo de la Major League Soccer.
Empezó a competir un año después en la Gulf Coast Premier League, llegando a las semifinales de la liga y logrando clasificar a la US Open Cup de 2020 tras vencer en la fase clasificatoria al Northshore United por 5–2. Krewe luego vence al Athletic Katy FC de la United Premier Soccer League en la segunda ronda por 3–2, con el gol de la victoria al minuto 88 por el delantero Henrique Pimpao. En la fase final vence al equipo de Míchigan Livonia City FC por 1–0, y se convirtió en el segundo equipo de una liga independiente del estado de Luisiana en clasificar a la copa nacional (el primero fue Motagua New Orleans en 2016).
La U.S. Soccer el 22 de enero anunció que el Krewe jugaría ante un representante de la USL League Two, el Corpus Christi FC en la primera ronda el 22 de marzo. Sin embargo, el torneo fue primero suspendido y finalmente cancelado por la pandemia de COVID-19.
El 1 de julio de 2020 la National Independent Soccer Association anunció la creación de la NISA Independent Cup, un torneo regional donde participarían equipos profesionales independientes y aficionados, con el Krewe compitiendo en la Central Plains Region. En la semifinal enfrentó al equipo de la GCPL Gaffa FC en el Holden Stadium del campus del Pearl River Community College en Poplarville, Misisipi, donde el Krewe perdió en el partido de ida por 0-1, pero ganó el partido de vuelta por 3–2. En los penales el Gaffa ganó 9–8.
El 25 de mayo de 2021 en la segunda edición de la Independent Cup se anunció que el Krewe participaría nuevamente. El equipo terminó invicto en la South Central Region (2-1-0) y jugó de local ante el equipo de la GCPL Alexandria PBFC, logrando el título.

## Palmarés
Gulf Coast Premier League
- GCPL Cup (1): 2021[14]
- Western Conference (1): 2021
- Fall Tournament Showcase (1): 2020[15]

NISA Independent Cup
- South Central Region (1): 2021
- 'Central Plains Region (1): 2020